# Мартынов, Николай Васильевич (государственный деятель)
Никола́й Васи́льевич Марты́нов (1910 — 1998) — советский государственный и партийный деятель. Депутат Совета Союза ВС СССР 6—11 созывов (1966—1989) от Краснодарского края. Член ЦК КПСС (1981—1986). Член ЦРК КПСС (1961—1966). Герой Социалистического Труда (1980).

## Образование
- 4 курса Московского вечернего энергетического института (1933).

## Биография

Могила Мартынова на Новодевичьем кладбище Москвы.

Родился 13 (26 апреля) 1910 года в Москве в семье рабочего.
- 1925—1927 — помощник машиниста.
- 1927—1929 — электромонтёр.
- 1929—1933 — электромеханик, мастер, начальник энергетического отдела авиационного завода, Москва.
- 1933—1934 — курсант Военно-морской лётной школы, Ейск
- 1934—1939 — начальник энергетического цеха, главный механик, главный инженер, заместитель директора оружейного завода, Татарская АССР
- 1939—1941 — директор Тульского оружейного завода
- 1941—1946 — заместитель наркома боеприпасов СССР
- 1946—1953 — заместитель, 1-й заместитель министра сельскохозяйственного машиностроения СССР
- 1953—1954 — член коллегии Министерства машиностроения СССР
- 1954—1955 — начальник военно-мобилизационного отдела Министерства автомобильного, тракторного и сельскохозяйственного машиностроения СССР
- 1955—1957 — заместитель министра тракторного и сельскохозяйственного машиностроения СССР
- 1957—1960 — заместитель председателя, председатель Ташкентского совнархоза
- 1960—1962 — председатель СНХ Узбекской ССР
- 1962—1964 — секретарь ЦК КП Узбекистана — председатель Бюро ЦК КП Узбекистана по руководству промышленностью и строительством
- 1964—1965 — заместитель председателя Совета народного хозяйства СССР — министр СССР
- 1965—1976 — 1-й заместитель Председателя Государственного комитета СМ СССР по материально-техническому снабжению
- 1976—1985 — Заместитель Председателя СМ СССР, Председатель Государственного комитета Совета Министров СССР по материально-техническому снабжению
- С 1985 года персональный пенсионер союзного значения.

Умер 22 ноября 1998 года. Похоронен в Москве на Новодевичьем кладбище (участок № 4).

## Награды
- Герой Социалистического Труда (1975)
- Сталинская премия второй степени (1951) — за разработку новых приборов и освоение их производства
- три ордена Ленина
- орден Октябрьской Революции
- орден Кутузова II степени
- орден Отечественной войны I степени
- четыре ордена Трудового Красного Знамени